# Leandro Faggin
Leandro Faggin (Padova, 18 luglio 1933 – Padova, 6 dicembre 1970) è stato un pistard e ciclista su strada italiano.
Nel 1956 vinse la medaglia d'oro olimpica nell'inseguimento a squadre e nel chilometro da fermo. Professionista dal 1957 al 1969, fu tre volte campione del mondo nell'inseguimento individuale.

## Carriera
Soprannominato "il Rosso Volante", tra i dilettanti Faggin ottenne il primo successo iridato nell'inseguimento individuale ai campionati del mondo nel 1954, seguito dal terzo posto e dal secondo (battuto da Ercole Baldini) nei due anni successivi. Nel dicembre 1956 fu protagonista a Melbourne in occasione dei Giochi della XVI Olimpiade, vincendo due medaglie d'oro: la prima nell'inseguimento a squadre (in quartetto con Tonino Domenicali, Franco Gandini e Valentino Gasparella, quest'ultimo subentrato dai quarti di finale a Virginio Pizzali caduto in batteria), la seconda nel chilometro da fermo con il nuovo record olimpico.
Passato professionista nel 1957, per dodici anni consecutivi fu fra i primi quattro al campionato del mondo dell'inseguimento individuale; nel 1958 fu secondo, terzo nel 1961, ancora secondo nel 1962; vinse poi i titoli mondiali del 1963, 1965 e 1966, gli ultimi due sul belga Ferdinand Bracke, che lo aveva precedentemente sconfitto nel 1964.
In Italia non ebbe rivali e, per tutta la carriera professionistica, dal 1957 al 1968, vinse il titolo italiano di inseguimento individuale, per un totale di dodici consecutivi, la maggior parte dei quali sulla pista del velodromo Vigorelli di Milano. Vinse anche il campionato italiano dell'omnium nel 1959. Fra le sue vittorie rientrano anche nove Sei giorni e numerosi record mondiali nel chilometro da fermo e nell'inseguimento individuale, specialità nella quale arrivò sotto il muro dei 6 minuti sui 5 chilometri, con il miglior tempo (5'57"8) fatto segnare il 19 luglio 1962 a Milano.
Morì di un tumore all'intestino a soli 37 anni. A Leandro Faggin è stata intitolata la blasonata scuola di ciclismo di Padova che tra l'altro gestisce il Velodromo Monti.

## Palmarès

### Pista
- 1954 (dilettanti)

Campionati italiani, Inseguimento individuale Dilettanti
Campionati del mondo, Inseguimento individuale Dilettanti
- 1956 (dilettanti)

Giochi della XVI Olimpiade, Inseguimento a squadre
Giochi della XVI Olimpiade, Chilometro da fermo
- 1957

Campionati italiani, Inseguimento individuale
- 1958

Campionati italiani, Inseguimento individuale
- 1959

Campionati italiani, Inseguimento individuale
Campionati italiani, Omnium
Sei giorni di New York (con Ferdinando Terruzzi)
- 1960

Campionati italiani, Inseguimento individuale
- 1961

Campionati italiani, Inseguimento individuale
Sei giorni di Melbourne (con John Young)
- 1962

Campionati italiani, Inseguimento individuale
- 1963

Campionati italiani, Inseguimento individuale
Campionati del mondo, Inseguimento individuale
- 1964

Campionati italiani, Inseguimento individuale
Sei giorni di Melbourne (con Ferdinando Terruzzi)
Sei giorni di Milano (con Rik Van Steenbergen)
- 1965

Campionati italiani, Inseguimento individuale
Campionati del mondo, Inseguimento individuale
Sei giorni di Adelaide (con Jack Ciavola)
Sei giorni di Montréal #2 (con Freddy Eugen)
- 1966

Campionati italiani, Inseguimento individuale
Campionati del mondo, Inseguimento individuale
Sei giorni di Montréal (con Freddy Eugen)
- 1967

Campionati italiani, Inseguimento individuale
- 1968

Campionati italiani, Inseguimento individuale
Sei giorni di Melbourne (con Dieter Kemper)
Sei giorni di Montréal (con Horst Oldenburg)

## Piazzamenti

### Classiche
- Milano-Sanremo

1957: 17º

### Competizioni mondiali
- Campionati del mondo su pista

Colonia 1954 - Inseguimento individuale Dilettanti: vincitore
Milano 1955 - Inseguimento individuale Dilettanti: 3º
Copenaghen 1956 - Inseguimento individuale Dilettanti: 2º
Rocourt 1957 - Inseguimento individuale: 4º
Parigi 1958 - Inseguimento individuale: 2º
Amsterdam 1959 - Inseguimento individuale: 4º
Lipsia 1960 - Inseguimento individuale: 4º
Zurigo 1961 - Inseguimento individuale: 3º
Milano 1962 - Inseguimento individuale: 2º
Rocourt 1963 - Inseguimento individuale: vincitore
Parigi 1964 - Inseguimento individuale: 2º
San Sebastián 1965 - Inseguimento individuale: vincitore
Francoforte 1966 - Inseguimento individuale: vincitore
Amsterdam 1967 - Inseguimento individuale: 3º
Roma 1968 - Inseguimento individuale: 3º
- Giochi olimpici

Melbourne 1956 - Inseguimento a squadre: vincitore
Melbourne 1956 - Chilometro da fermo: vincitore